# Баласинор (княжество)

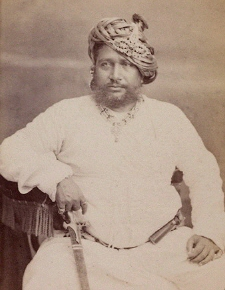
Наваб Мухаммад Зоравар Ханджи (1828—1882).

Княжество Баласинор (гудж. બાલાસિનોર રજવાડું) — туземное княжество Британской Индии (современный штат Гуджарат, Индия). Оно было основано Сардаром Мухаммедом Ханом Баби. Последний правитель Баласинора подписал акт о присоединении к Индийскому союзу 10 июня 1948 года. Его правители принадлежали к роду Баби или племени Бабаи (пуштунское племя).

## История
Государство Баласинор было основано 28 сентября 1758 года пуштунским правителем Навабом Сардаром Мухаммедом Ханом Баби, принадлежащим к семье последнего заместителя губернатора провинции Гуджарат в Империи Великих Моголов. Это княжество получило от британцев наследственное право на 9-пушечный салют. Княжество входило в состав Агентства Рева Кантха Бомбейского президентства. Последним правящим навабом Баласинора был Наваб Мухаммад Салабат Ханджи II (1944—2018), который умер 25 января 2018 года. Его наследник и единственный сын, Наваб Мухаммед Салабат Ханджи II Навабзада Султан Салауддинхан Баби, родился в 1979 году и получил образование в колледже Раджкумар (Раджкот), был коронован титулованным навабом Баласинора 4 марта 2018 года на церемонии Радж Тилак и Гаади Дастур, проведенной как исламскими, так и раджпутскими традициями в Садовом дворце в Баласиноре после 40-дневного траура, закончившегося 3 марта 2018 года. На нем присутствовали члены королевской семьи из Гуджарата и жители Баласинора.
Другой известной титульной принцессой королевства является Алия Султана Баби, которая в 2009 году отправилась в Ингейтстоун в Великобритании, чтобы найти себе мужа. Ее поездка была записана в BBC Three’s Undercover Princesses. Отпрыск этой семьи, Салауддинхан Баби, участвовал в аналогичном шоу в Нидерландах в 2010 году, когда он пытался найти себе жену. Он жил и работал в Амстердаме. В настоящее время шоу выходит в эфир на канале SBS6 в Нидерландах. Это называется «приезд в Голландию». Навабзада Салауддин был приглашен TLC USA для участия в телевизионном шоу под названием Secret Princes, которое было показано в эфире TLC USA начиная с 21 сентября 2012 года. Салауддин жил и работал в Атланте под прикрытием для этого шоу вместе с тремя другими аристократами. Королевская семья в настоящее время проживает в садовом дворце, который они превратили в отель наследия.

## Правители княжества
Правители княжества носили титул — Наваб Сахиб.
- 1758 — ?: Сардар Мухаммед Хан Баби (? — ?), второй сын Мухаммада Бахадура Хана, наваба Джунагадха
- ? — ?: Джамият Кханджи Мухаммад Ханджи (? — ?), сын предыдущего
- ? — май 1820: Салабат Ханджи Джамият Кханджи (? — май 1820), сын предыдущего
- май 1820—1822: Абид Хан Навер Хан Баби (? — ?), племянник по материнской линии и приёмный сын предыдущего, внук Сардара Мухаммед Хана Баби
- 1822 — 2 декабря 1831: Джалал Ханджи (? — 2 декабря 1831), старший брат предыдущего
- 1831 — 30 ноября 1882: Зоравар Ханджи (1828 — 30 ноября 1882), старший сын предыдущего
- 30 ноября 1882 — 24 марта 1899: Мунавар Ханджи Зоравар Ханджи (17 сентября 1846 — 24 марта 1899), старший сын предыдущего
- 24 марта 1899 — 2 февраля 1945: Джамият Ханджи Мунавар Ханджи (10 ноября 1894 — 2 февраля 1945), единственный сын предыдущего
- 2 февраля 1945 — 15 августа 1947: Мухаммад Салабат Хан (20 мая 1944 — 25 января 2018), второй сын предыдущего

### Титулярные навабы
- 15 августа 1947 — 25 января 2018: Мухаммад Салабат Хан (20 мая 1944 — 25 января 2018), второй сын Джамията Ханджи Мунавара Ханджи
- 25 января 2018 — настоящее время: Наваб Султан Салауддинхан Баби (род. 1979), единственный сын предыдущего.